# Bunodosoma caissarum
Bunodosoma caissarum is een zeeanemonensoort uit de familie Actiniidae.
Bunodosoma caissarum is voor het eerst wetenschappelijk beschreven door Corrêa in Belém in 1987.